# 正教會十字

一個出自俄羅斯傳統的正教會十字

正教會十字（☦︎），又稱拜占庭十字架，是種基督教十字架的變體。如同名稱說明的，該符號源自於東正教會的傳統。今日可見於東正教會或是東儀天主教會中的拜占庭禮教會們。不同於西方教會常用的拉丁十字，正教會十字有三個橫槓。

## 造型與意義

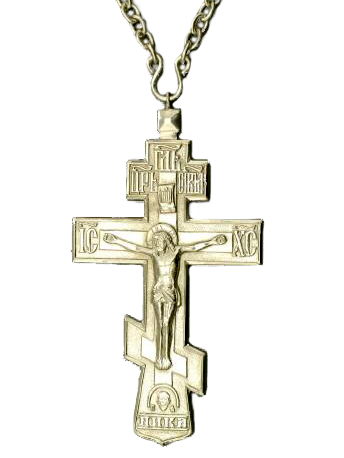
一個上有苦像的俄羅斯傳統正教會十字

相對於拉丁十字，正教會十字多出了上下各一道較短的橫槓。最上頭的橫槓代表耶穌釘十字架時加在其上的罪狀牌。在基督宗教傳統中羅馬總督比拉多曾經在耶穌的十字架頂端以拉丁文、希臘文和希伯來文寫上「納匝肋人耶穌，猶太人的君王」。 
最底下的則代表踏腳用的橫木。在俄羅斯正教會的傳統中踏腳木會被畫成左高右低，這代表著耶穌被釘十字架時的右盜與左盜二者的優劣。在新約聖經的記載中，有兩個盜賊與耶穌同時被釘在十字架上，其中一個嘲笑耶穌另一個則謙卑的請耶穌日後記得他。於是耶穌對謙卑的回答「今日你就與我一同在天堂了」。雖然聖經沒提到這兩個盜賊的十字架的位置，但在天主教及東正教的傳統中都認為悔改的盜賊位於耶穌的右手邊，另一個位於左手邊。相對於觀者左右則相反，所以踏腳木才會形成左高右低的造型。
雖然在君士坦丁堡正教會的傳統中踏腳木是水平的，但隨著各地正教會的交流，俄羅斯風格的正教會十字也會出現在其他正教會中。